# Shelbie Bruce
Shelbie Carole Bruce (Brownsville, 12 de novembro de 1992) é uma atriz norte-americana.
Fez algumas participações em filmes, tais como Stoker (2013), Percy Jackson: Sea of Monsters (2013), Glee The 3D Concert Movie (2011), Diary of a Wimpy Kid: Rodrick Rules (2011), Prom (2011) e Jonas Brothers: The 3D Concert Experience (2009).
Seu filme mais famoso, no entanto, foi Spanglish (Espanglês, no Brasil) como Cristina Moreno.